# Brandenburg-Halle
Die Brandenburg-Halle ist eine Mehrzweckhalle im Sportzentrum der Stadt Frankfurt (Oder), Bundesland Brandenburg. Sie wurde 1997 eröffnet und bietet 2.500 Zuschauern Platz. Der Hauptnutzer ist der Frankfurter Handball Club, der mit seiner Frauenhandballmannschaft bis 2013 in der Handball-Bundesliga Frauen spielte. Neben der Brandenburg-Halle befindet sich außerdem noch die Oderlandhalle.

## Architektur und Daten
Die Brandenburg-Halle besitzt ein großes Foyer hinter dem sich die eigentliche Halle anschließt das Spielfeld ist vollständig von Zuschauerrängen umgeben, auf denen Sitzplätze angebracht sind. Die Zahl der Plätze variiert, da die Tribünen ein und ausziehbar sind, und außerdem bei bestimmten Veranstaltungen die Spielfläche bestuhlt werden kann.
Die Halle besitzt:
- eine Anzeigetafel
- Anschlüsse für Funk und Fernsehen
- 4 Umkleideräume mit Duschen und Toiletten
- 2 Schiedsrichterräume mit Duschen und Toiletten
- 1 Dopingkontrollraum mit Toilette
- 1 Behandlungsraum für medizinische Erstversorgung
- 1 großer, moderner V.I.P.-Bereich
- 1 Regie- und Pressekanzel unterm Hallendach

## Nutzung
Die Halle wird neben ihrer Funktion als Spielstätte des Frankfurter HC auch sonst für Sportveranstaltungen wie zum Beispiel Ringerwettkämpfe, Boxveranstaltungen und Hallen-Fußballturniere genutzt.